# Голем и плесачица
Голем и плесачица немачки је црно-бели неми хорор филм са елементима црне комедије из 1917. године, од редитеља и сценариста Пола Вегенера. Поред Вегенера, као редитељ је потписан и Рохус Глизе. Представља наставак филма Голем (1915), као и други део истоимене трилогије. Вегенер тумачи насловну улогу, као и у претходном делу, а поред њега враћа се и Лида Салмонова, чија је улога промењена. Ово је био глумачки деби Фрица Фелда.
Филм се данас сматра изгубљеним, иако се на сајту silentera.com наводи да је могуће да постоји сачувана још једна копија у некој од источноевропских филмских архива. Према филмском историчару, Троју Хауарту, Голем и плесачица је први пример хорор пародије, што оставља још већи жал због тога што је у потпуности изгубљен.
Објављен је 15. јануара 1917, тачно две године након што је објављен први део. У октобру 1920. објављен је преднаставак првог дела, под насловом Голем: Како је дошао на свет, чиме је комплетирана прва филмска хорор трилогија у историји.

## Радња
С обзиром на то да се филм сматра давно изгубљеним, већи део радње је непознат, али оно што је познато је да је филм био пародија свог претходника. Вегенер игра глумца који, након што схвати страх који код људи ствара његова улога Голема из претходног дела, одлучује да обуче исти костим и оде на забаву како би привукао пажњу плесачице Хелге у коју је заљубљен.

## Улоге
| Глумац          | Улога           |
| --------------- | --------------- |
| Пол Вегенер     | Голем           |
| Лида Салмонова  | Хелга           |
| Рохус Глизе     |                 |
| Вилхем Дигелман |                 |
| Фриц Фелд       | радник у хотелу |
| Емили Курц      |                 |
| господин Мешуге |                 |
| Ерих Шенфелдер  |                 |
| Ернест Валдов   |                 |

## Пријем
Трој Хауарт је написао: „Не само да се филм сматра изгубљеним, него није привукао много пажње публике ни онда када је објављен”.